# Liste der Landschaftsschutzgebiete im Kreis Plön
Die Liste der Landschaftsschutzgebiete im Kreis Plön enthält die Landschaftsschutzgebiete des Kreises Plön in Schleswig-Holstein.
| Bild                                                                                              | Nummer     | Bezeichnung des Gebietes | Fläche in Hektar | WDPA-ID | Koordinaten | Gemeinde(n) und Städte                                                                 | Datum der Verordnung | Fundstelle |
| ------------------------------------------------------------------------------------------------- | ---------- | --- | ---------------- | ------- | ----------- | -------------------------------------------------------------------------------------- | -------------------- | ---------- |
|                                                                                                   | 57-PLOE-01 | Hagener Au von Probsteierhagen bis zur Einmündung in die Ostsee und Umgebung sowie die Ostseeküste zwischen Laboe und Stein                             | 1154,75          | 321307  | Position    | Probsteierhagen, Prasdorf, Lutterbek, Stein, Brodersdorf, Laboe                        | 30. März 1999        | Verordnung |
|                                                                                                   | 57-PLOE-02 | Probsteier Salzwiesen und Umgebung | 1542,57          | 323709  | Position    | Wendtorf, Lutterbek, Barsbek, Wisch, Krokau, Schönberg                                 | 30. März 1999        | Verordnung |
|                                                                                                   | 57-PLOE-03 | Ostseeküste zwischen Stakendorfer Strand und Hohenfelde und Umgebung                                                                                    | 800,33           | 323596  | Position    | Stakendorf, Schwartbuck, Hohenfelde                                                    | 30. März 1999        | Verordnung |
|                                                                                                   | 57-PLOE-04 | Mühlenau zwischen der Ostsee bei Hohenfelde und Klinker, Gemeinde Giekau, und der Ostseeküste zwischen Hohenfelde-Malmsteg und Hubertsberg und Umgebung | 809,77           | 323079  | Position    | Hohenfelde, Schwartbuck, Köhn, Giekau, Tröndel, Panker                                 | 30. März 1999        | Verordnung |
|                                                                                                   | 57-PLOE-05 | Ostseeküste auf dem Gebiet der Gemeinden Behrensdorf und Hohwacht, des Großen Binnensees, des Unterlaufs der Kossau und Umgebung                        | 1391,14          | 323595  | Position    | Behrensdorf, Hohwacht, Lütjenburg                                                      | 30. März 1999        | Verordnung |
|                                                                                                   | 57-PLOE-06 | Küsten- und Moränenlandschaft auf dem Gebiet der Gemeinden Hohwacht und Blekendorf bis an die Grenze zum Kreis Ostholstein                              | 1278,48          | 322374  | Position    | Hohwacht, Blekendorf                                                                   | 30. März 1999        | Verordnung |
|                                                                                                   | 57-PLOE-07 | Endmoränengebiet mit Hessenstein zwischen Lütjenburg und Hohenfelde und Umgebung                                                                        | 3753,92          | 320641  | Position    | Hohenfelde, Tröndel, Panker, Behrensdorf, Giekau, Klamp, Lütjenburg                    | 30. März 1999        | Verordnung |
|                                                                                                   | 57-PLOE-08 | Selenter See mit Niederung zwischen Fargau und Pratjau und Umgebung                                                                                     | 2745,68          | 324539  | Position    | Giekau, Lammershagen, Köhn, Fargau-Pratjau, Martensrade, Selent                        | 30. März 1999        | Verordnung |
|                                                                                                   | 57-PLOE-09 | Gödfeldteich, Lammershagener Teiche und die bewaldete Endmoränenlandschaft östlich von Lammershagen und Umgebung                                        | 1954,98          | 321113  | Position    | Lammershagen, Martensrade, Mucheln, Giekau, Rantzau, Grebin                            | 30. März 1999        | Verordnung |
|                                                                                                   | 57-PLOE-10 | Mittleres Kossautal und Umgebung | 2017,29          | 323006  | Position    | Grebin, Dannau, Rantzau, Giekau, Klamp, Helmstorf, Lütjenburg                          | 30. März 1999        | Verordnung |
|                                                                                                   | 57-PLOE-11 | Tresdorfer See, Rottensee und Umgebung | 1224,24          | 325228  | Position    | Grebin, Lammershagen, Mucheln, Lebrade                                                 | 30. März 1999        | Verordnung |
|                                                                                                   | 57-PLOE-12 | Trammer See, Schluensee, Wald- und Knicklandschaft zwischen Schöhsee und Behler See und Umgebung                                                        | 1429,71          | 325213  | Position    | Rathjensdorf, Lebrade, Grebin, Plön                                                    | 30. März 1999        | Verordnung |
|                                                                                                   | 57-PLOE-13 | Nehmtener Forst und Nehmtener Ufer des Großen Plöner Sees und Umgebung                                                                                  | 2025,55          | 323166  | Position    | Nehmten, Dersau, Plön                                                                  | 30. März 1999        | Verordnung |
|                                                                                                   | 57-PLOE-14 | Lanker See und die Schwentine bis zum Kleinen Plöner See und Umgebung                                                                                   | 2453,84          | 322522  | Position    | Wittmoldt, Dörnick, Ascheberg, Wahlstorf, Kühren, Schellhorn, Lehmkuhlen, Preetz, Plön | 30. März 1999        | Verordnung |
|                                                                                                   | 57-PLOE-15 | Bornhöveder Seenplatte auf dem Gebiet des Kreises Plön und die Alte Schwentine (Kührener Au) bis Kührenerbrücke und Umgebung                            | 3048,50          | 320036  | Position    | Ruhwinkel, Stolpe, Belau, Löptin, Kühren, Kalübbe                                      | 30. März 1999        | Verordnung |
|                                                                                                   | 57-PLOE-16 | Bothkamper See, Tal der Drögen Eider und Umgebung | 941,50           | 320043  | Position    | Bothkamp, Klein Barkau, Kirchbarkau, Warnau                                            | 30. März 1999        | Verordnung |
| LSG Dobersdorfer See, Passader See mit dem Oberlauf der Hagener Au…                               | 57-PLOE-17 | Dobersdorfer See, Passader See mit dem Oberlauf der Hagener Au, Kasseteiche und Umgebung                                                                | 2009,61          | 320379  | Position    | Dobersdorf, Schlesen, Stoltenberg, Fahren, Passade, Probsteierhagen, Schönkirchen      | 30. März 1999        | Verordnung |
| LSG Schwentinetal im Kreis Plön im Verlauf vom Stadtgebiet Preetz bis an die Stadtgrenze von Kiel | 57-PLOE-18 | Schwentinetal im Kreis Plön im Verlauf vom Stadtgebiet Preetz bis an die Stadtgrenze von Kiel                                                           | 1390,31          | 324499  | Position    | Preetz, Raisdorf, Klausdorf, Schönkirchen, Rastorf, Lehmkuhlen                         | 8. September 1995    | Verordnung |
|                                                                                                   | 57-PLOE-19 | Postsee – Neuwührener Au – Klosterforst Preetz und Umgebung                                                                                             | 3428,12          | 323702  | Position    | Preetz, Kühren, Löptin, Postfeld, Pohnsdorf, Honigsee, Raisdorf                        | 13. Juli 2001        | Verordnung |

Anmerkungen
1. ↑  Koordinaten wurden dem European Nature Information System (EUNIS) der Europäischen Umweltagentur entnommen: Nationally designated areas (CDDA), Datei CDDA_v12_csv.zip, Stand Oktober 2014. Die Tabellenspalte WDPA-ID gibt die genauen Grenzen an.